# Sainte Anne, la Vierge et l'Enfant Jésus (carton)
Vous lisez un « article de qualité » labellisé en 2020.  Il fait partie d'un « thème de qualité ».
Sainte Anne, la Vierge et l'Enfant Jésus est un carton qui aurait été réalisé par Léonard de Vinci dans le cadre de la création d'une « Sainte Anne trinitaire » et qui est désormais considéré comme perdu. Il est connu à travers un courrier écrit le 3 avril 1501 par Fra Pietro Novellara, envoyé d'Isabelle d'Este auprès du peintre. Pour cette raison, il est parfois appelé « carton de Fra Pietro ». Bien qu'encore hypothétique, son existence semble confirmée par des tableaux de Raffaello et Andrea Piccinelli qui en seraient issus, ainsi que par diverses études crayonnées.
Le dessin, s'il a bien existé, met en scène certains des personnages principaux du christianisme. Il s'agit d'un portrait en pied qui représente un groupe formé par Marie assise sur les genoux de sa mère, sainte Anne, et tendant les bras vers son fils Jésus de Nazareth qui, à ses pieds, chevauche un agneau. Ce dessin évoque le moment où Jésus met en demeure sa mère d'accepter sa Passion future, aidé en cela par sa grand-mère qui symbolise par ailleurs l'Église.
Datée entre 1500 et avril 1501, l'œuvre constitue le second des trois cartons qui ont été nécessaires au peintre pour créer le tableau Sainte Anne, la Vierge et l'Enfant Jésus jouant avec un agneau conservé au musée du Louvre : suivant de quelques mois celui de Burlington House, lui-même abandonné, il précède d'un an à un an et demi celui, également perdu, d'où est tiré le tableau du Louvre. Il marque une étape notable dans la réflexion du peintre : celui-ci abandonne la figure de saint Jean-Baptiste au profit de celle de l'agneau ; et s'il présente de grandes similitudes avec le tableau, le carton s'en différencie principalement du fait que ses personnages y adoptent une posture plus verticale et sont orientés dans une image inversée gauche-droite.
La composition et notamment le motif formé par l'Enfant Jésus chevauchant l'agneau connaissent un certain succès chez les suiveurs du peintre. On retrouve ainsi ce motif dans des œuvres de Raphaël, Bernardino Luini ou Giampietrino.

## L'œuvre

### Description
Bien que le carton soit perdu, les chercheurs en ont une image si ce n'est précise, en tout cas porteuse d'éléments significatifs. Ils s'appuient sur la description qu'en fait le moine carme Fra Pietro da Novellara dans une lettre adressée à Isabelle d'Este en date du 3 avril 1501 : 

« […] Depuis qu'il réside à Florence, [Léonard de Vinci] n'a réalisé qu'un seul projet sur un carton, dans lequel est représenté l'Enfant Jésus âgé d'environ un an qui s'est presque échappé des bras de sa mère. Il se tourne vers un agneau et semble l'enlacer de ses bras. La mère, qui se lève presque des genoux de sainte Anne, tient fermement l'Enfant pour le séparer de l'agneau (animal sacrificiel) qui signifie la Passion. Sainte Anne, qui se lève un petit peu, semble vouloir retenir sa fille, afin qu'elle ne sépare pas l'enfant de l'agneau […]. Et ces figures correspondent à leurs tailles naturelles, et si elles trouvent place dans ce carton de taille modeste, c'est que toutes sont assises ou penchées, et qu'elles sont placées l'une derrière l'autre et tournées vers la gauche. Ce projet n'est pas encore achevé. Il n'a rien fait d'autre, sinon que deux siens garçons tirent des copies et que lui y met parfois la main. »

Fra Pietro da Novellara présente trois personnages — l'Enfant Jésus, sa mère Marie et sainte Anne — et évoque la présence d'un agneau mais non celle de Jean le Baptiste. Il décrit leurs attitudes : tous les personnages sont placés les uns derrière les autres et sont assis ; néanmoins les deux femmes, penchées, sont au bord de se relever. En outre, il montre sainte Anne empêchant la Vierge de séparer l'enfant Jésus de l'agneau du sacrifice. Enfin, il précise que le dessin est organisé « à main gauche » (« la man sinistra »), ce qui correspond au sens inverse du tableau visible au Louvre,.

### Sujet
Le carton de Sainte Anne, la Vierge et l'Enfant Jésus s'insère au sein du thème iconographique chrétien de la « Sainte Anne trinitaire », dans lequel sont représentés ensemble l'Enfant Jésus, sa mère Marie et sa grand-mère Anne. La réflexion autour du tableau Sainte Anne, la Vierge et l'Enfant Jésus jouant avec un agneau constitue le premier travail de Léonard de Vinci visant à représenter le sujet.
Ce thème entre dans le cadre du culte marial afin notamment de justifier le dogme de l'Immaculée Conception,, selon lequel Marie, recevant par anticipation les fruits de la résurrection de son fils Jésus-Christ, a été conçue exempte du péché originel. Or, ce miracle implique que sa propre mère, Anne, gagne en importance théologique. Dès lors le culte de sainte Anne se développe, si bien que la « Sainte Anne trinitaire » constitue une trinité terrestre en référence à la Trinité céleste. Peu de temps avant la période d'activité de Léonard de Vinci, le pape Sixte IV favorise ce culte par la mise en place d'une indulgence qui promet la remise des péchés à quiconque prononce une prière devant l'image de Anna metterza (sainte Anne, la Vierge et l'Enfant). On voit ainsi quelques exemples de la triade de sainte Anne, la Vierge et l'Enfant aux XIIIe et XIVe siècles ; puis ce thème iconographique prend de l'ampleur à la fin du XVe siècle, principalement sous forme de sculptures et de peintures.

## Historique de l'œuvre

### Une présomption d'existence parfois discutée

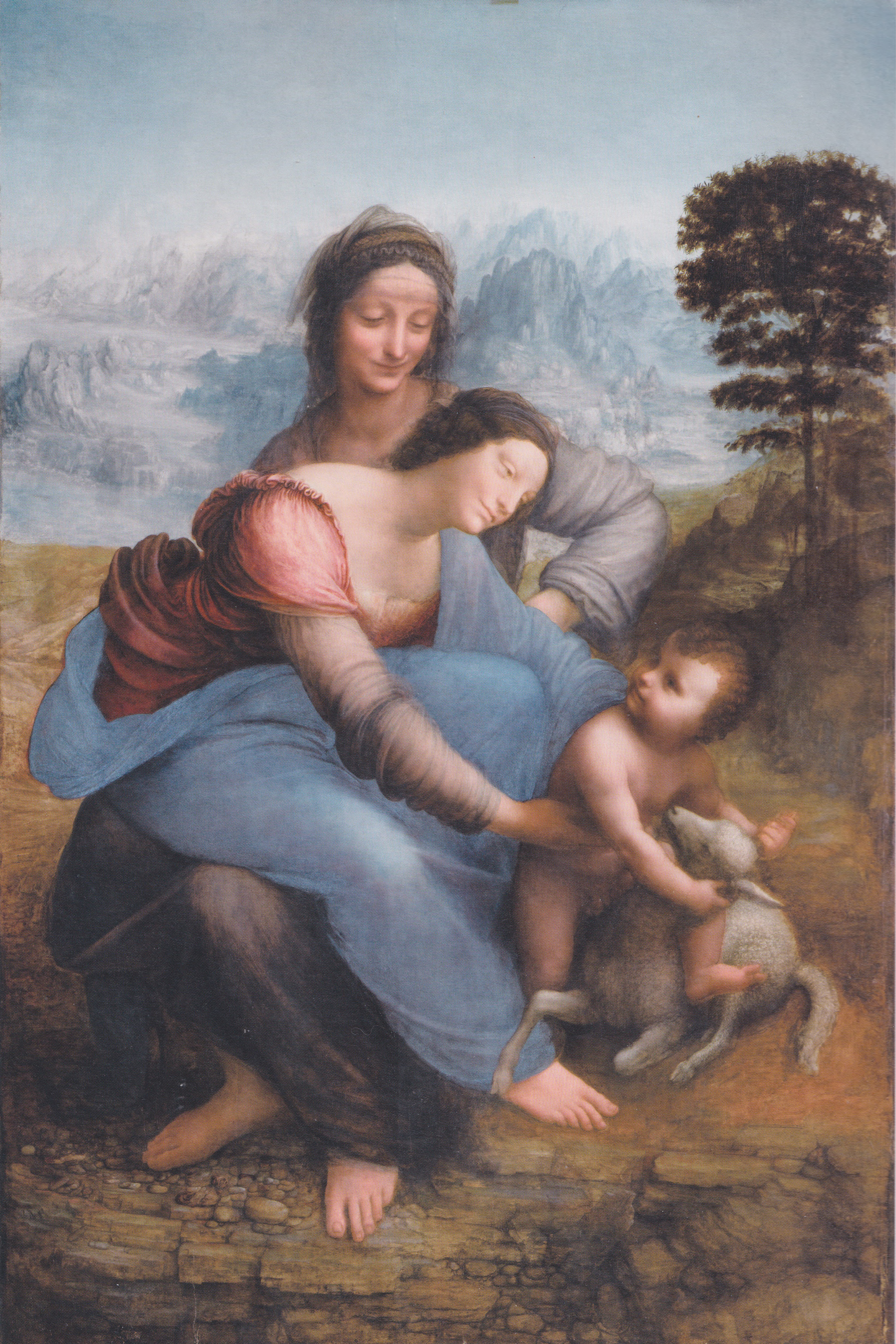
Le carton est réalisé dans le cadre de la création de Sainte Anne, la Vierge et l'Enfant Jésus jouant avec un agneau (1503-1519, musée du Louvre, no inv. 776).

Deux peintures quasiment identiques à la description de Novellara
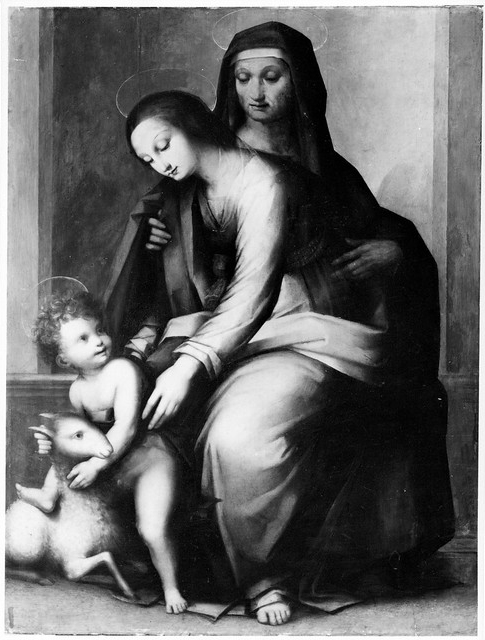
Andrea Piccinelli, Sainte Anne d'après le carton de Léonard de Vinci, 1515-1517, perdu, Berlin, Kaiser-Friedrich Museum.
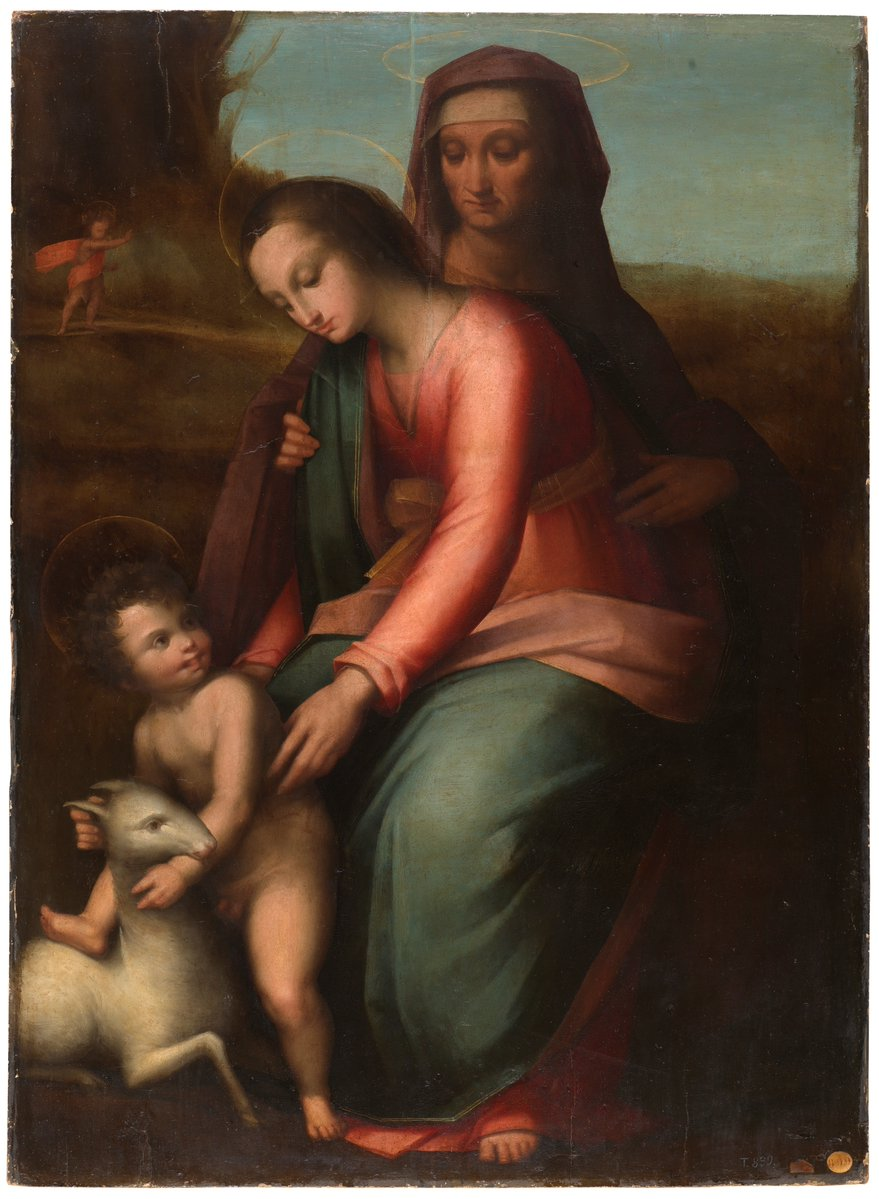
Raffaello Piccinelli (?), Sainte Anne, copie du tableau du Kaiser-Friedrich Museum, 1515-1517, Madrid, musée du Prado, no inv. P000505.

Comme témoignages des recherches qui aboutiront à la création du Sainte Anne du Louvre nous sont parvenus le carton de Burlington House ainsi que trois dessins de composition et treize études de détail conservés à travers le monde.

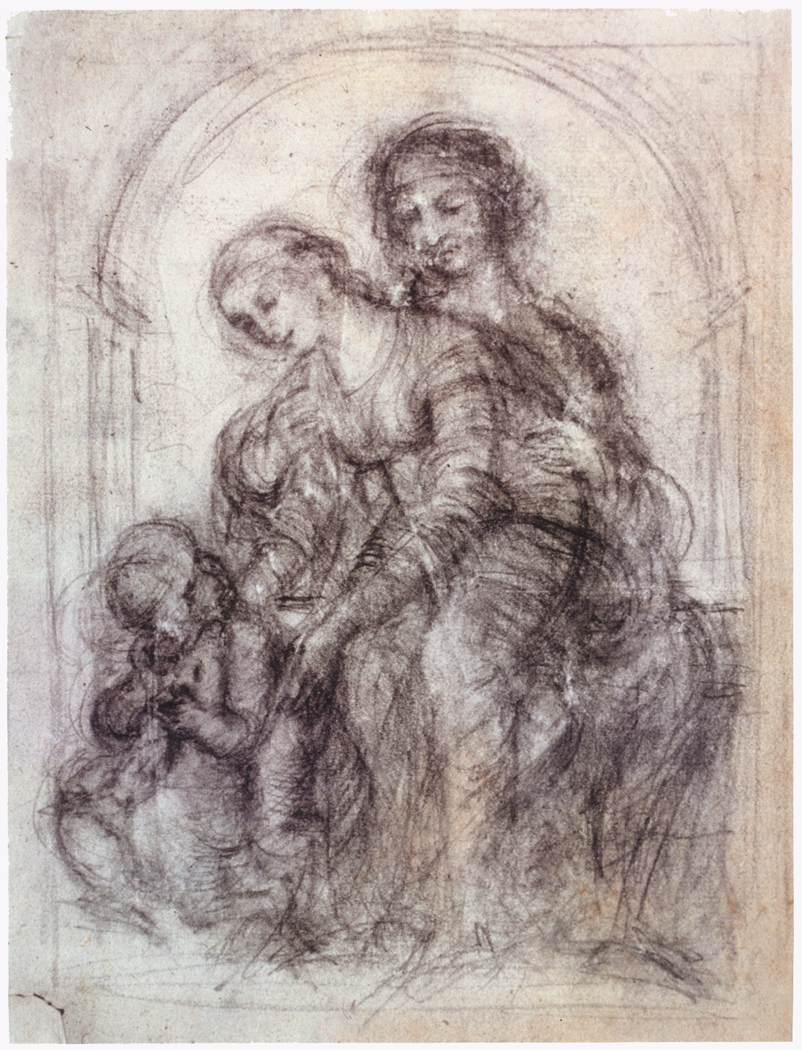
Léonard de Vinci ou suiveur, Sainte Anne, la Vierge et l'Enfant jouant avec un agneau, XVI, collection particulière.

En 1887 est découvert dans les archives de Mantoue un courrier daté du 3 avril 1501 et adressé à Isabelle d'Este par son envoyé à Florence auprès du peintre, le moine carme Fra Pietro Novellara : il y décrit avec force détails un carton de Léonard de Vinci qu'il vient de voir. Les chercheurs de la fin du XIXe siècle considèrent qu'il s'agit là de la description du carton utilisé par le peintre pour commencer le tableau de Sainte Anne, puisqu'on y retrouve un schéma général (personnages et composition) très proche. Cette confusion s'aggrave du fait que Giorgio Vasari évoque dans ses Vite l'exposition d'un carton à Santissima Annunziata de Florence, au début du XVIe siècle, qui aurait comporté sainte Anne, la Vierge, l'Enfant Jésus, l'agneau et saint Jean, : ce témoignage entretient alors un flou entre le carton de Fra Pietro, celui de Burlington House qui lui est légèrement antérieur et celui pour le tableau de Sainte Anne, postérieur d'un ou deux ans,.
Pourtant, le témoignage de Novellara contient des éléments significatifs qui les en dissocient : d'une part la présence d'un agneau écarte totalement la composition du Carton de Burlington House ; d'autre part les personnages sont décrits comme étant tournés vers la gauche, alors que les personnages du tableau Sainte Anne sont orientés vers la droite. Il faut attendre 1929 pour que l'historien de l'art autrichien Wilhelm Suida relève ces incohérences. Il effectue un rapprochement avec deux tableaux peints par les frères Raffaello (?) et Andrea Piccinelli, guidé en cela par les similitudes du texte avec la composition, l'attitude des figures et leur orientation « à main gauche »,.
Pour certains néanmoins, cette théorie achoppe encore sur l'orientation décrite par Novellara : peut-être se plaçait-il du point de vue du personnage (ce qui correspondrait à l'orientation du tableau du Louvre) et non de celui du spectateur (correspondant à une orientation opposée). En 1979, Carlo Pedretti accrédite l'hypothèse d'une orientation vers la gauche du spectateur par la découverte d'une étude qu'il pense être de la main du maître, et qui en tout cas lui est contemporaine. Depuis lors, nombre de chercheurs se sont ralliés à l'idée qu'il existerait un deuxième carton : outre Carlo Pedretti, on compte Daniel Arasse, Carmen C. Bambach, Vincent Delieuvin ou Frank Zöllner.

### Datation
La datation de ce carton réalisé dans le cadre de recherches pour composer une « Sainte Anne trinitaire », ce qui aboutira au tableau Sainte Anne, la Vierge et l'Enfant Jésus jouant avec un agneau du Louvre, est assez bien circonscrite : il est daté après la création du Carton de Burlington House, soit après 1500, et ne peut être postérieur à son exposition publique en avril 1501.
Le devenir du carton est totalement inconnu après son exposition à Florence et le départ du peintre de la ville.

### Une création dans le cadre de la création d'uneSainte Anne
En 1501, Léonard de Vinci, qui approche de la cinquantaine, est alors un artiste peintre reconnu et sa renommée dépasse les limites de la péninsule italienne. Néanmoins, sa vie est dans une phase importante de transition : en septembre 1499, les Français de Louis XII envahissent Milan et le peintre perd son puissant protecteur Ludovic le More. Il hésite alors sur ses allégeances : doit-il suivre son ancien protecteur ou se tourner vers Louis XII qui rapidement prend langue avec lui ? Néanmoins, les Français se font rapidement détester par la population et Léonard prend la décision de partir. Cet exil, décrit par ses contemporains comme erratique, le conduit d'abord vers Mantoue — chez la marquise Isabelle d'Este pour qui il crée un carton pour son portrait — puis Venise et enfin Florence, sa ville natale.
Selon une chronologie assez répandue au sein de la communauté scientifique, Léonard de Vinci reçoit commande d'une Sainte Anne vers 1499-1500, par un commanditaire indéterminé. Il élabore alors, au tout début des années 1500, un premier carton — le Carton de Burlington House — en tant que première idée de composition. Abandonnant cette proposition, il en crée très rapidement après un second, dans lequel il écarte le petit Jean-Baptiste au profit d'un agneau : celui-ci serait donc le carton Sainte Anne, la Vierge et l'Enfant Jésus dit « de Fra Pietro », exposé en avril 1501 à Florence, repris par Raphaël et aujourd'hui perdu,. Écartant une nouvelle fois sa composition, le peintre crée enfin un dernier carton dont sera issu le tableau Sainte Anne, la Vierge et l'Enfant Jésus jouant avec un agneau conservé au Louvre.
Finalement, si ce projet d'une « sainte Anne Trinitaire » semble prendre corps vers 1499-1500, avec un début de mise en peinture du tableau du Louvre qui commence aux alentours de 1503, la réflexion s'avère beaucoup plus longue puisqu'elle couvre les vingt dernières années de la vie du peintre et que ce tableau est encore inachevé à sa mort en 1519.

### Titre
La réalité de ce carton étant encore hypothétique malgré sa très forte probabilité, il n'y a pas de titre établi qui lui soit véritablement attribué : les auteurs le qualifient de « premier » ou « second carton » selon la théorie retenue par chaque chercheur quant à la datation des projets conduisant à la Sainte Anne. De la même manière que le premier des trois cartons a été nommé par la communauté scientifique Carton de Burlington House,, Vincent Delieuvin l'appelle « carton de Fra Pietro » afin de le différencier des deux autres.
Enfin il serait possible de tenir compte des titres donnés aux œuvres qui en sont issues (selon une plus ou moins grande proportion) : Sainte Anne, la Vierge et l’Enfant jouant avec un agneau ou directement Sainte Anne pour celui créé par Andrea Piccinelli ; Sainte Anne, la Vierge et l’Enfant jouant avec un agneau pour le tableau de Léonard de Vinci dont il est une étape préparatoire,,. En fait, seul Daniel Arasse semble directement le nommer : « Léonard travaillait à Florence en 1501 […] au second carton (disparu) de Sainte Anne, la Vierge et l'Enfant », titre qui constitue sous sa plume le titre générique de toute œuvre conduisant au tableau du Louvre.

## Création

### Sources d'inspiration

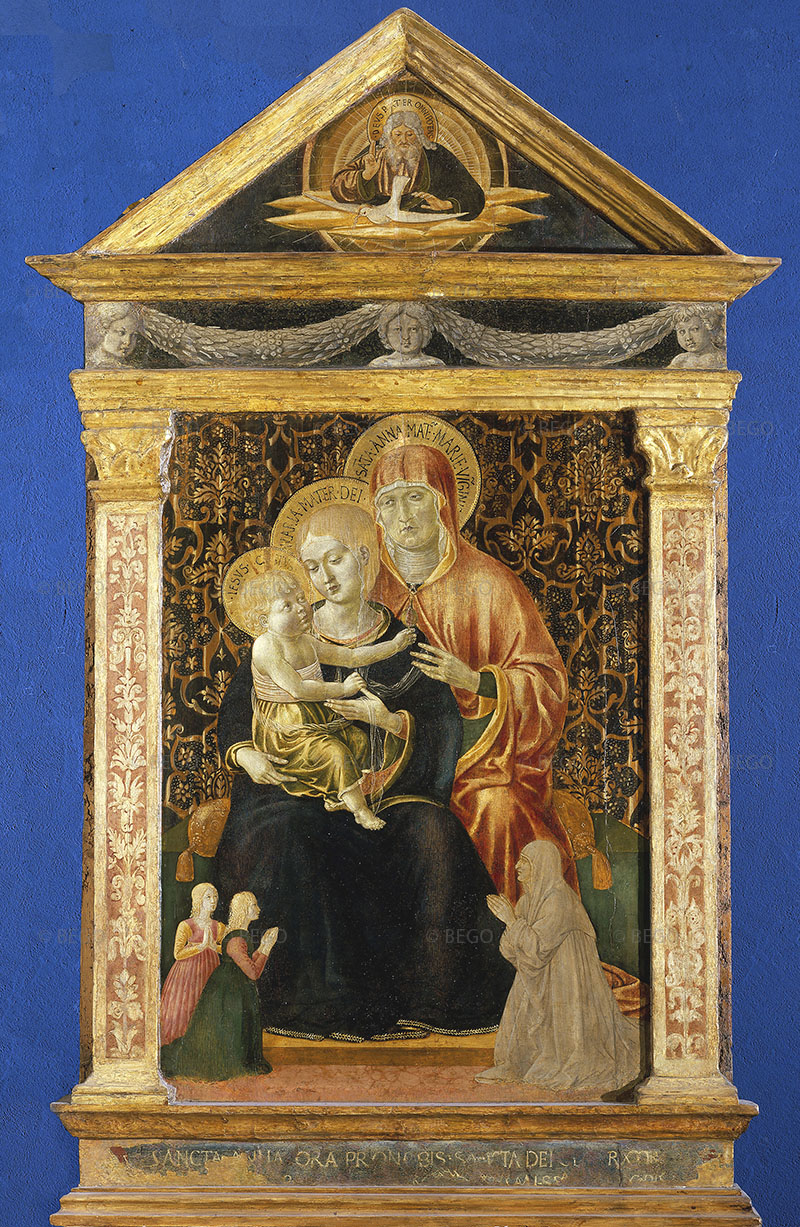
Benozzo Gozzoli, La Vierge et l'Enfant avec sainte Anne et donateurs, vers 1470, Pise, musée national San Matteo.
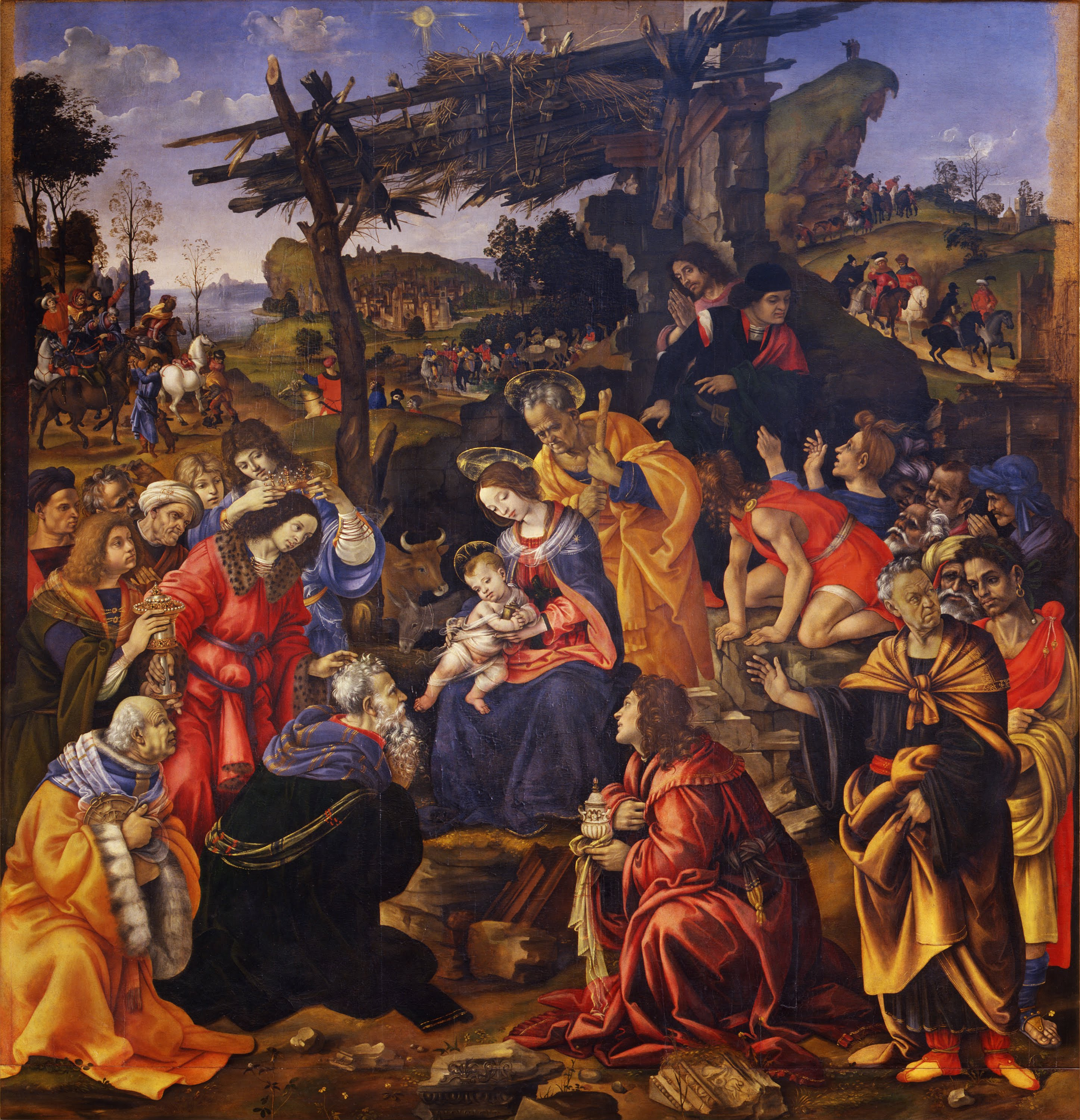
Filippino Lippi, l'Adoration des Mages, 1496, Florence, Musée des Offices, no inv. 1890 n. 1566.

Léonard élabore son carton dans le cadre d'une importante production liée au thème de la « Sainte Anne trinitaire ». Ainsi s'inspire-t-il de la composition de La Vierge et l'Enfant avec sainte Anne et donateurs de Benozzo Gozzoli (vers 1470), où les personnages sont placés les uns au-dessus des autres en diagonale . Il s'appuie également sur une Adoration des Mages de Filippino Lippi (1496), notamment en reprenant l'orientation des personnages vers la gauche et en remplaçant la figure de Joseph par sainte Anne. Enfin le maître combine les deux compositions pour créer sa proposition : il réveille la composition de Gozzoli par le dynamisme du groupe Joseph-Marie-Jésus du tableau de Filippino Lippi.

### Études

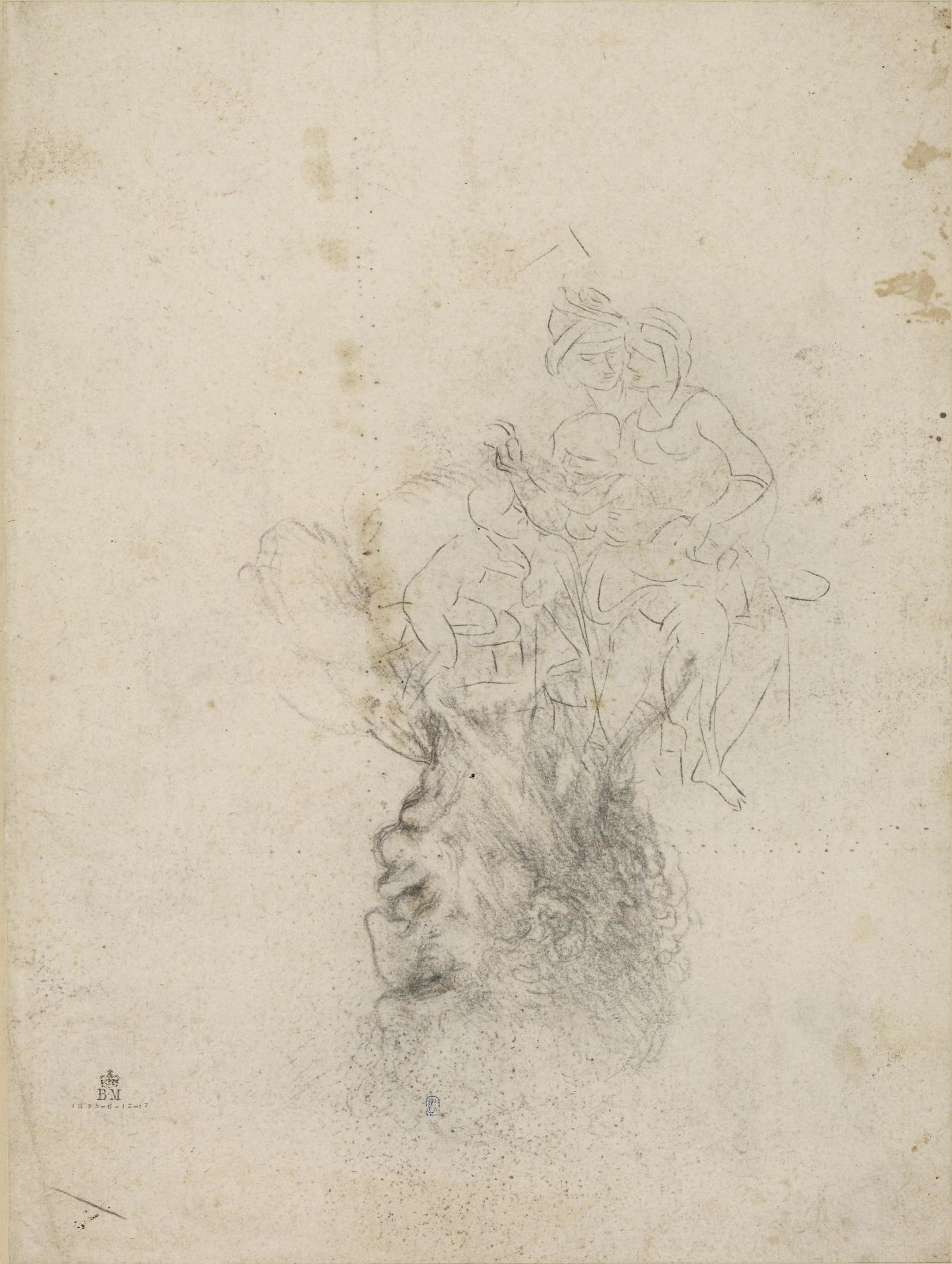
Léonard de Vinci, verso de l'Étude de composition pour la Sainte Anne, c. 1500 ou c. 1505-1508, Londres, British Museum, no inv. 1875,0612.17v.
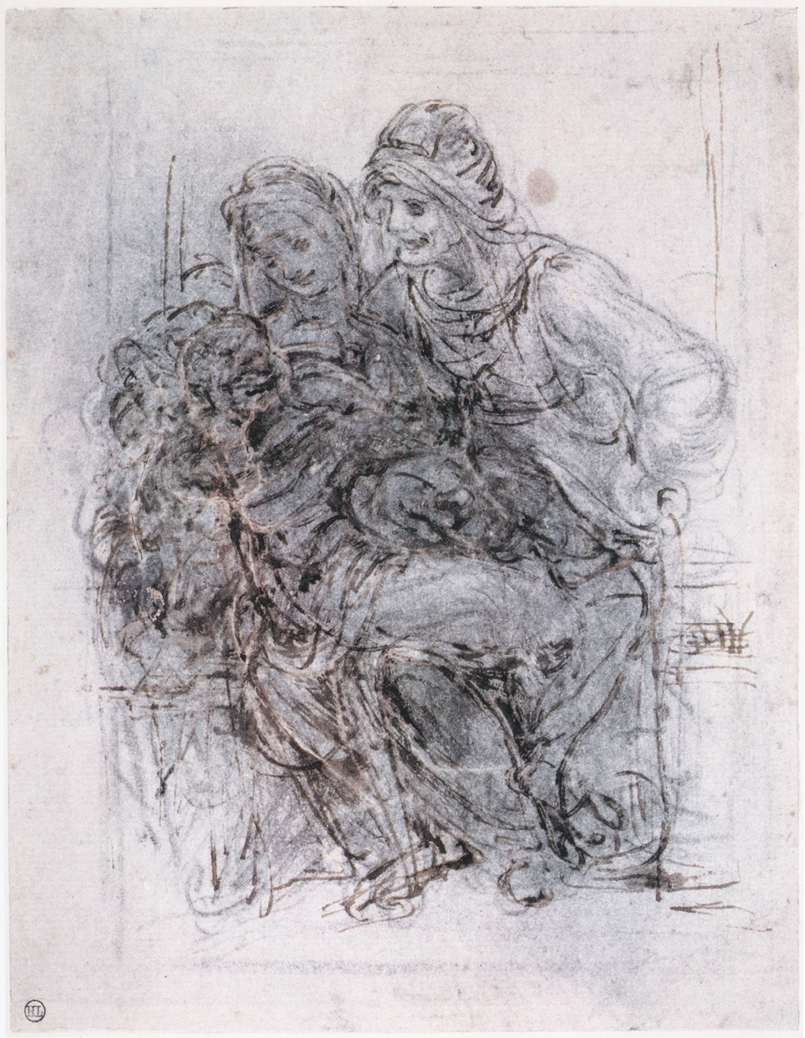
Léonard de Vinci, Étude pour sainte Anne, la Vierge et l'Enfant Jésus, 1501, Paris, musée du Louvre, département des arts graphiques, no inv. RF 460.
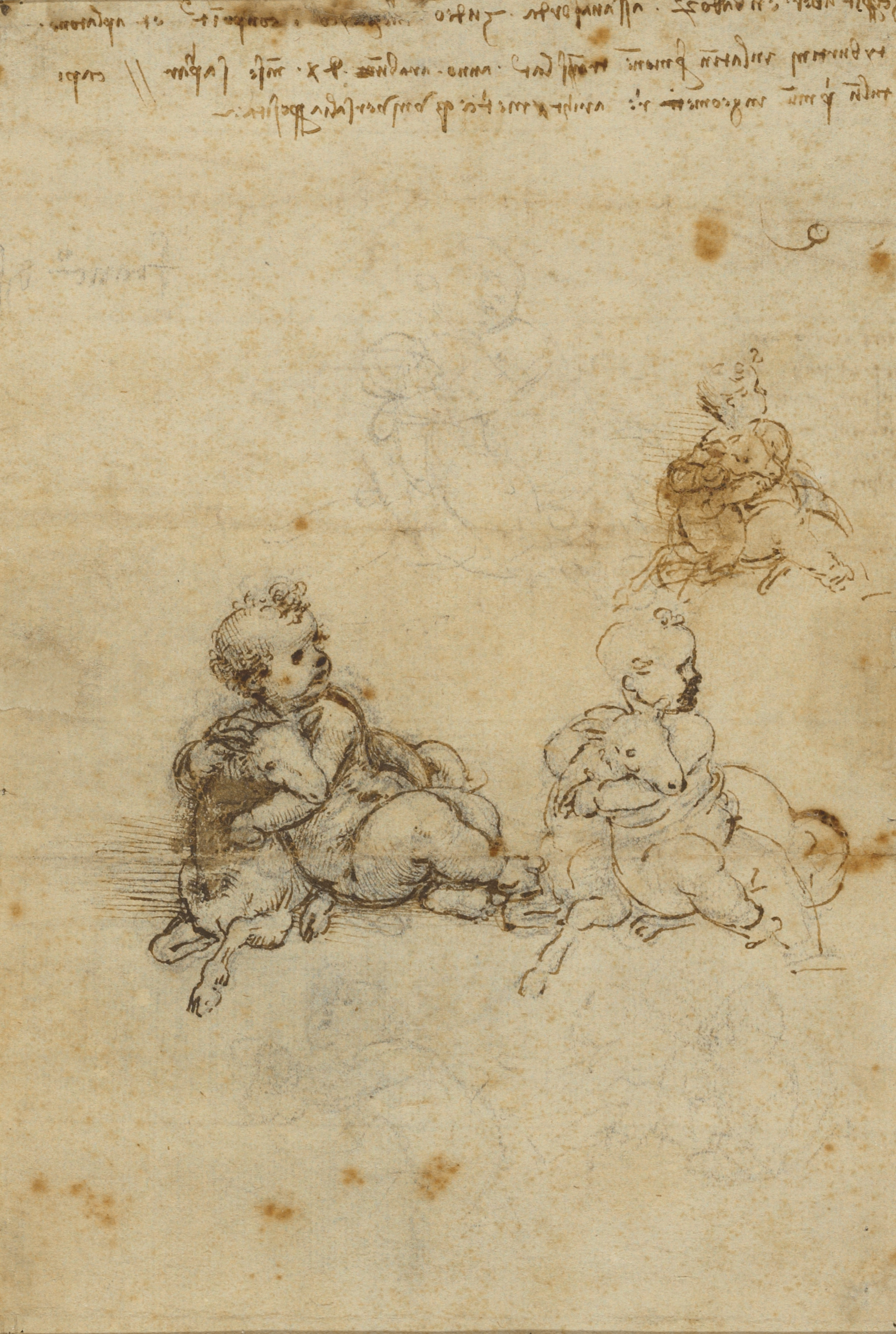
Léonard de Vinci, Études pour l'Enfant Jésus avec un agneau, vers 1500-1501 (?), Los Angeles, J. Paul Getty Museum, no réf. 86.GG.725.
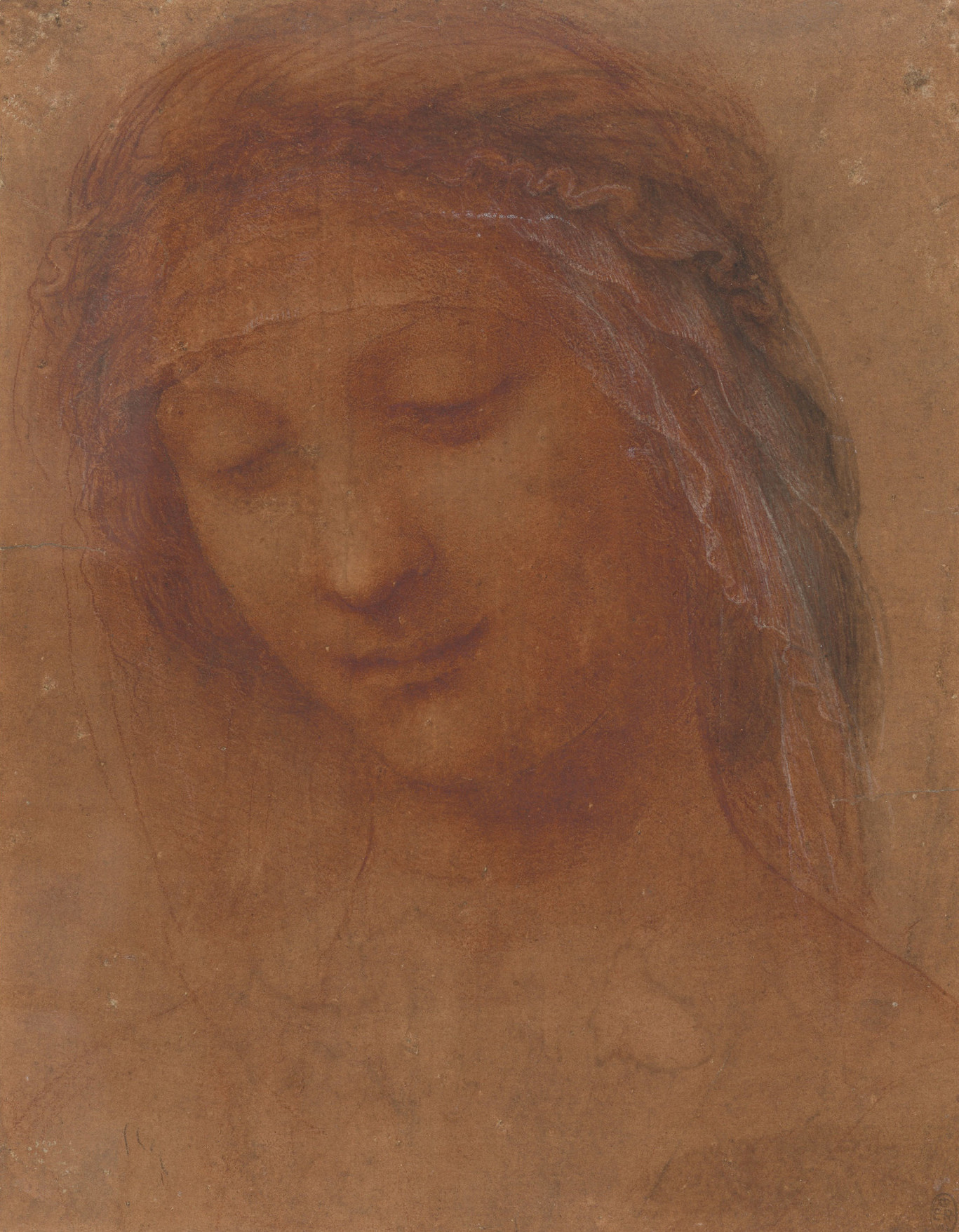
Léonard de Vinci, Étude pour la tête de sainte Anne, vers 1501, Windsor Castle, The Royal Collection, Royal Library, RL 12534.

Les chercheurs identifient plusieurs dessins de Léonard de Vinci comme études pour le carton. Le premier, dont le caractère autographe est parfois discuté, appartient aux collections du British Museum sous le numéro d'inventaire 1875,0612.17v, : il s'agit d'un dessin situé au verso d'une étude pour le Carton de Burlington House et obtenu par transfert au moyen d'une pointe sèche de certains traits de la composition du recto sur le verso, celui-ci étant placé sur un support frotté de charbon de bois. Si le dessin comporte encore saint Jean-Baptiste enfant et non un agneau, il constitue la première indication que la composition pouvait être construite et lue dans un sens inverse de celle du Carton de Burlington House,.
Le second dessin appartient aux collections du département des arts graphiques du musée du Louvre sous le numéro d'inventaire RF 460. L'orientation des personnages est l'inverse du Carton de Burlington House et du tableau du Louvre : Léonard confirme qu'il « envisageait les deux sens de lecture ». Visiblement satisfait des postures de Marie et sa mère — dont les lignes sont tout à fait nettes —, le peintre chercherait encore celles du petit Jésus et de son compagnon au-dessus et à gauche des jambes de Marie — dont les lignes ont été fortement retravaillées au cours de la création du dessin, produisant des formes quasi indistinctes. En tout cas, l'Enfant demeure sur les genoux de sa mère comme dans le Carton de Burlington House. De même, le peintre semble encore hésiter sur l'identité du quatrième protagoniste de la scène caché dans la masse à gauche : il semble s'agir, mais sans certitude absolue, d'un agneau — à l'exemple du tableau du Louvre — dont on devinerait le museau à gauche de la tête de Jésus et le reste du corps étendu sur le banc occupé par sainte Anne,. Dernier enseignement du dessin, l'Enfant Jésus semble tourner le visage vers les deux femmes : prêt à son propre sacrifice, il voudrait ainsi rassurer sa mère ; celle-ci, par son sourire, marque un début d'acceptation. Une telle accumulation d'indices confirmerait que le carton de Fra Pietro constitue bien une transition entre le Carton de Burlington House et le tableau du Louvre.
Dans le prolongement du dessin du Louvre, un feuillet conservé au J. Paul Getty Museum à Los Angeles sous le numéro d'inventaire 86.GG.725 comporte une série d'études qui s'intéressent exclusivement au groupe de Jésus et de l'agneau, indépendamment du reste de la composition,. L'intérêt du document est double. D'abord il reflète l'évolution des réflexions du peintre quant à sa composition : il y maintient Jésus au même niveau que l'agneau mais semble désormais les placer au sol. En outre, un lien très direct peut être fait entre cette composition et le dessin conservé à la Gallerie dell'Accademia de Venise sous le numéro d'inventaire 230 : ceci permet entre autres arguments de considérer ce dernier comme une étude du carton de Fra Pietro, malgré son orientation inverse. Autre élément intéressant les chercheurs, le dessin comporte quelques notes, en haut de la feuille dans son écriture en miroir, portant sur un traité de géométrie rédigé au XIIe siècle par le mathématicien juif espagnol Abraham bar Hiyya Hanassi (vers 1070 - vers 1136 ou vers 1145) : l'historienne de l'art Carmen C. Bambach relie cette note avec l'affirmation de Fra Pietro Novellara selon laquelle Léonard de Vinci est tout à la fois absorbé par des études sur les mathématiques et par la conception d'une Sainte Anne, ce qui rend le témoignage du religieux d'autant plus crédible.
Conservé à la Royal Library sous le numéro d'inventaire RL 12534, un quatrième dessin constitue la dernière étude connue pour le Carton de Fra Pietro, mais son caractère autographe est également discuté, tout comme la figure qu'il représente et sa datation. Il montre un visage de femme qui, par sa pose, sa coiffure et son sourire, évoque la sainte Anne du tableau du Louvre. Seule son orientation vers la gauche l'en dissocie et le rattache résolument au second carton. Le dessin témoigne de la recherche d'une tête idéale pour sainte Anne telle qu'elle serait apparue sur le carton et que le peintre a gardée pour l'œuvre conservée au Louvre.

## Analyse

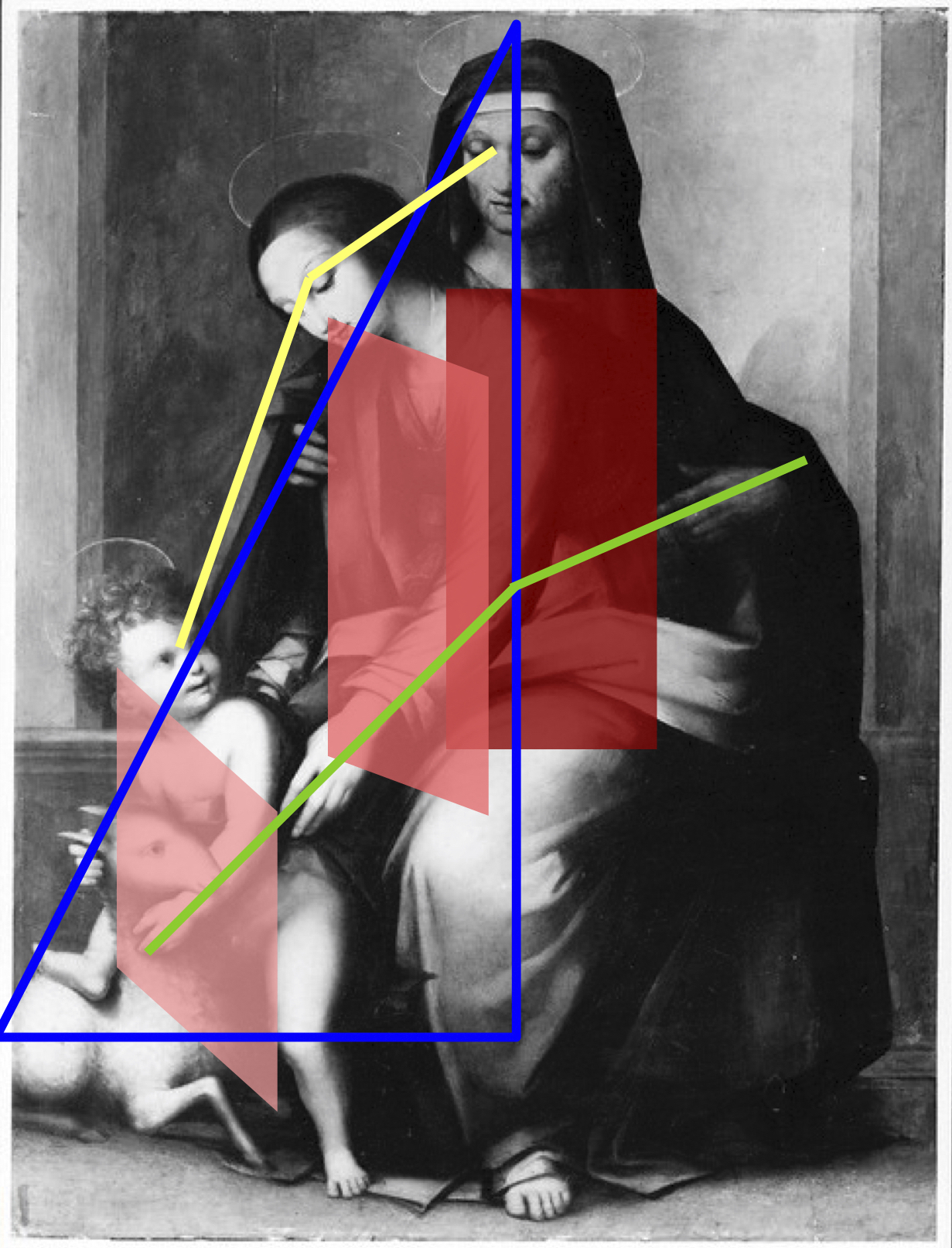
Composition du tableau d'Andrea Piccinelli, reflet du carton de Fra Pietro : en bleu, délimitations de la composition « en triangle rectangle » ; formes rouges, orientation des bustes des personnages ; en vert, lignes formées par les bras des protagonistes ; en jaune, ligne formées par leurs regards.

### Composition
La composition du carton de Fra Pietro est déduite des indications données par Pietro Novellara. Mais elle l'est aussi des deux tableaux des frères Brescianino : il convient de garder à l'esprit que l'idée selon laquelle ces œuvres reflèteraient parfaitement la composition originale de Léonard de Vinci demeure une hypothèse.
Mis à part une disposition des personnages vers la gauche, la composition est très proche de celle du tableau du Louvre — ce qui a pu faire confondre les deux œuvres par le passé : Marie est assise sur les genoux de sainte Anne et, dans le prolongement de leurs regards, l'Enfant Jésus se tient debout à leurs pieds. L'ensemble dessine une construction en diagonale descendant vers la gauche en un triangle rectangle dont l'hypoténuse passe par les têtes des quatre protagonistes (en comptant l'agneau). La composition du carton de Fra Pietro se différencie donc de la précédente proposition — le Carton de Burlington House — par l'abandon de la construction horizontale : cela constitue ainsi un retour à une vision hiérarchisée du thème, avec une sainte Anne surplombant sa fille, elle-même située au-dessus de Jésus . Par ailleurs, Daniel Arasse considère que le peintre corrige la composition « inaboutie » du carton précédent, où « les deux figures féminines [n'étaient] pas clairement articulées » et où « sainte Anne occup[ait] [seulement] une place très secondaire plastiquement » : le nouveau carton permettrait ainsi de mettre en valeur la figure de sainte Anne grâce au schéma vertical.
Enfin, la disposition des personnages est telle que la posture et les gestes de chacun semblent continuer ceux du précédent, comme quand un mouvement est décomposé : « l'épaule gauche de sainte Anne se poursuit dans le bras gauche de la Vierge, qui trouve lui-même une continuité dans l'avant-bras du Christ ». Cette disposition dynamique n'est pas nouvelle puisque Léonard de Vinci l'a trouvée dans l'Adoration des Mages de Filippino Lippi ; mais la scène acquiert ainsi une cinématique propre, induite par le mouvement créé, et soutenue par le léger effet de rotation de l'ensemble « amorcé par la position des corps, légèrement désaxés l’un par rapport à l’autre ».

### De saint Jean-Baptiste à l'agneau

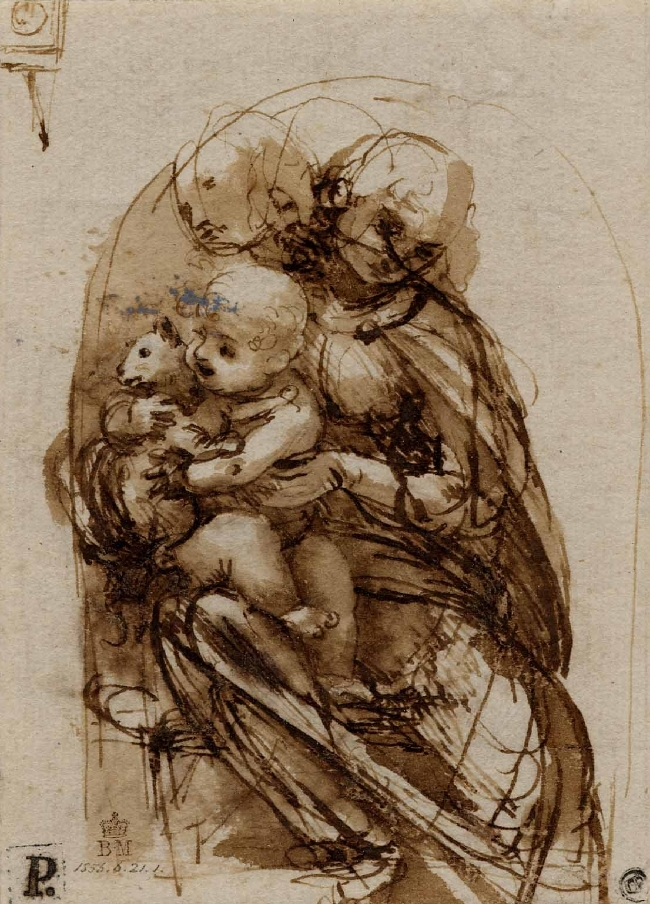
Léonard de Vinci, Étude pour la Madone au chat, c. 1480, British Museum, no inv. 1856,0621.1v.
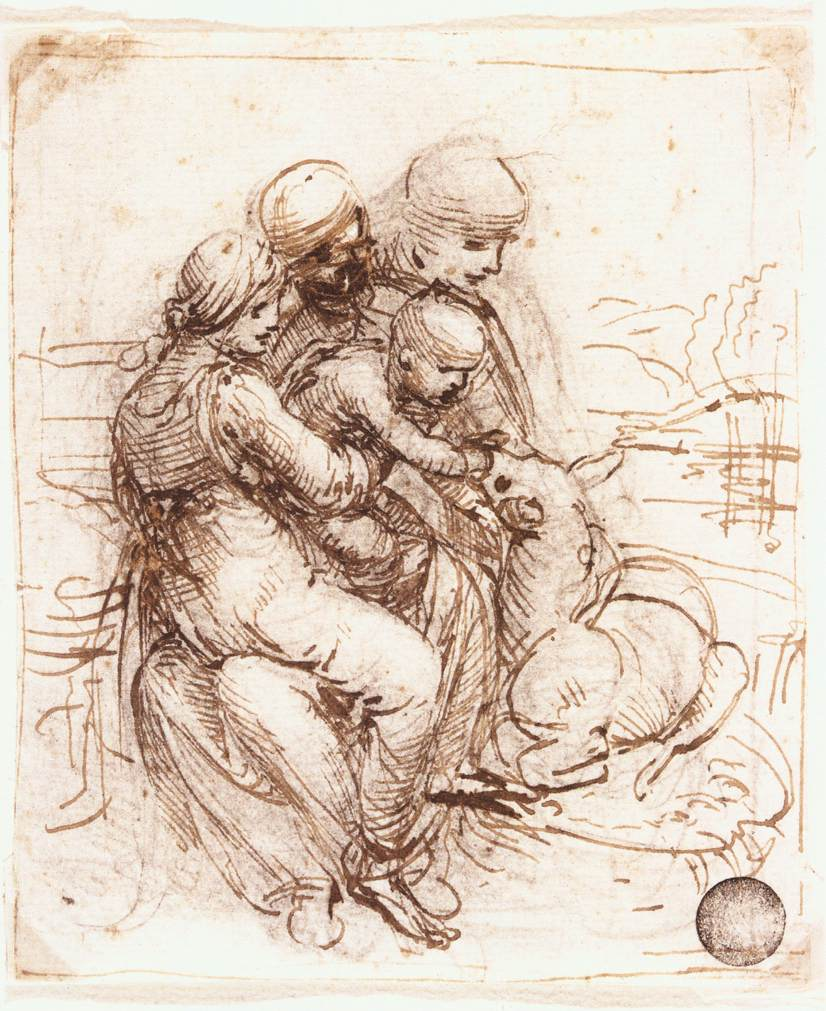
Léonard de Vinci, Étude de composition pour une sainte Anne trinitaire avec un agneau, c. 1500-1501, Venise, Gallerie dell'Accademia, no inv. 230.

Lorsqu'il aborde la composition de son nouveau carton, Léonard de Vinci décide de changer plusieurs éléments et en particulier d'abandonner la figure de Saint Jean-Baptiste enfant pour un agneau. Les chercheurs ignorent les raisons d'un tel changement : s'agit-il d'un souhait du commanditaire ou de la recherche d'une meilleure composition ?
Léonard de Vinci propose ici une représentation réaliste de l'animal et non sa représentation héraldique souvent utilisée dans l'art de la Renaissance italienne, où il apparaît au sein d'un disque ou posé sur un livre. L'agneau fait partie des attributs de saint Jean-Baptiste dans l'art occidental, en référence à son accueil de Jésus par ces mots : « Voici l'Agneau de Dieu, qui ôte le péché du monde. »,, ce qui fait de l'agneau « le double de Jésus lui-même ». C'est pourquoi Saint Jean-Baptiste est associé à l'agneau en tant que, respectivement, l'un annonce et l'autre symbolise la Passion du Christ : de fait, au porteur de l'annonce de la Passion présent dans le premier carton, le peintre substitue dans un schéma plus direct et cohérent le symbole de l'évènement,.
Une telle proposition se situe dans la lignée des recherches du peintre mettant en scène Jésus avec un chat et conduites dans les années 1480. De fait, l'association voire l'interchangeabilité des deux animaux est présente dans les recherches du peintre et de son entourage : ainsi, dans un tableau du peintre léonardesque espagnol Hernando de los Llanos (ou Fernando Yáñez de la Almedina) s'inspirant de plusieurs dessins du maître sur le thème de la Madone au chat, l'imagerie scientifique montre que l'agneau tenu par l'Enfant était à l'origine un chat,. Cette filiation permet au peintre de répondre aux questions : où placer l'agneau et l'Enfant ? Quelles interactions établir entre ces deux figures ? La première occurrence de la figure de l'agneau est le dessin du musée du Louvre (no inv. RF 460). Or il existe de nombreux points de similitude entre ce dessin et son Étude pour la Madone au chat (1479-1480) : dans les deux cas, l'animal est placé dans les bras du Christ qui est lui-même sur les genoux de sa mère,. Après le dessin du Louvre, l'agneau apparaît également dans le dessin de Venise (no inv. 230) qui lui est légèrement postérieur : Léonard de Vinci le pose cette fois au sol mais l'Enfant demeure sur les genoux de sa mère. Ces déplacements des deux figures sont achevés dans le Carton de Fra Pietro puisqu'elles sont placées aux pieds de la Vierge, l'Enfant chevauchant l'animal.
Le gain pour le peintre de cette élimination de Jean-Baptiste est triple. Cela permet d'abord de rendre la composition plus compacte : la construction peut ainsi se concentrer sur les trois figures de la famille et donc redevenir verticale — dans la tradition iconographique du thème — pour insister sur la succession des générations. De plus, ainsi recentrée, la narration évacue le double dialogue visuel Marie/Anne et Jésus/saint Jean-Baptiste pour devenir un dialogue à trois, ce que confirme la rotation du petit Jésus vers sa mère. Ce choix permet enfin d'introduire un autre élément de dynamisme — celui du petit animal, avec celui de l'Enfant — que le calme de la figure du Baptiste n'autorisait pas dans le Carton de Burlington House.

### Interprétation

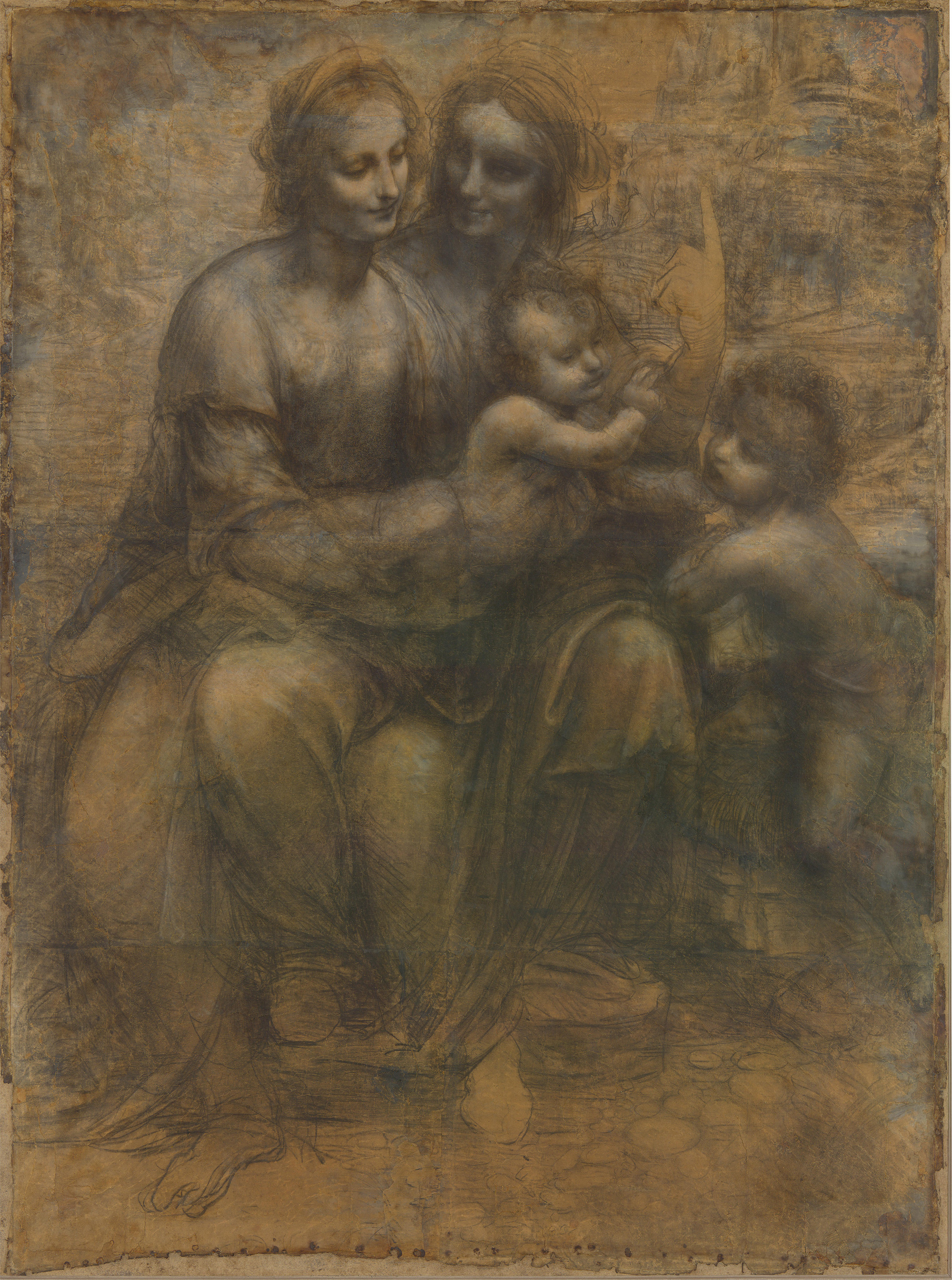
Léonard de Vinci, Sainte Anne, la Vierge, l’Enfant Jésus et saint Jean-Baptiste enfant dit Carton de Burlington House, entre 1499 et début 1501 ou entre 1506 et 1513, Londres, National Gallery, no inv. NG6337.

Léonard de Vinci saisit le moment où Marie est mise en demeure par sa mère et son fils d'accepter le sacrifice de ce dernier. Contrairement aux représentations traditionnelles des « Sainte Anne trinitaire » qui constituent généralement de simples images symboliques, le peintre propose une véritable narration, dépeinte « comme une scène de genre familiale où une grand-mère et sa fille observent le jeu en apparence innocent de l'Enfant », et dont la finalité est de révéler le but de Dieu : le sacrifice de son fils pour le salut de l'humanité.
Or cette interprétation est résumée de façon contemporaine à la création de l'œuvre par Fra Pietro Novellara, dans son courrier adressé à Isabelle d'Este. Il décrit d'abord que « l'Enfant Jésus âgé d'environ un an s'est presque échappé des bras de sa mère. Il se tourne vers un agneau et semble l'enlacer de ses bras ». Ce geste de Jésus d'« enlacer » l'animal se comprend comme l'acceptation de son destin — acceptation accentuée par le fait que l'Enfant l'a rejoint au sol. Mais le tableau d'Andrea Piccinelli le présente également se retournant vers sa mère en signe de réconfort en même temps qu'invitation à accepter elle aussi ce destin.
Pourtant, la Vierge a une réaction protectrice envers son fils : « La mère, qui se lève presque des genoux de sainte Anne, tient fermement l'Enfant pour le séparer de l'agneau - animal sacrificiel qui signifie la Passion ». Dans le même temps, précise Pietro Novellara, « Sainte Anne, qui se lève un petit peu, semble vouloir retenir sa fille, afin qu'elle ne sépare pas l'enfant de l'agneau ». Ce geste est cependant discret : elle ne retient sa fille que du bout des doigts, car celle-ci paraît accepter la mort future de son fils, et n'est plus obligée d'invoquer le Ciel en pointant vers lui son index comme c'était le cas dans le Carton de Burlington House.
Le témoignage de Novellara propose enfin une lecture à double niveau : Anne, qui empêche sa fille de retenir Jésus, n'est pas simplement la mère de Marie mais elle représente également l'Église (« Sainte Anne, qui se lève un petit peu, semble vouloir retenir sa fille, afin qu'elle ne sépare pas l'enfant de l'agneau. Ce qui veut peut-être figurer l'Église qui ne souhaite pas que soit empêchée la Passion du Christ »). L'homme est en effet membre éminent du clergé : prédicateur de renom, il est vicaire général au chapitre de Bologne depuis le 3 mai 1499, et le restera jusqu'au 3 mai 1501, après quoi il deviendra prieur du couvent de Mantoue. En tant que simple croyant il croit que le destin du Christ est la Passion, et en tant que membre du clergé il considère forcément que l'Église doit empêcher Marie de détourner le Christ de ce destin.

## Postérité

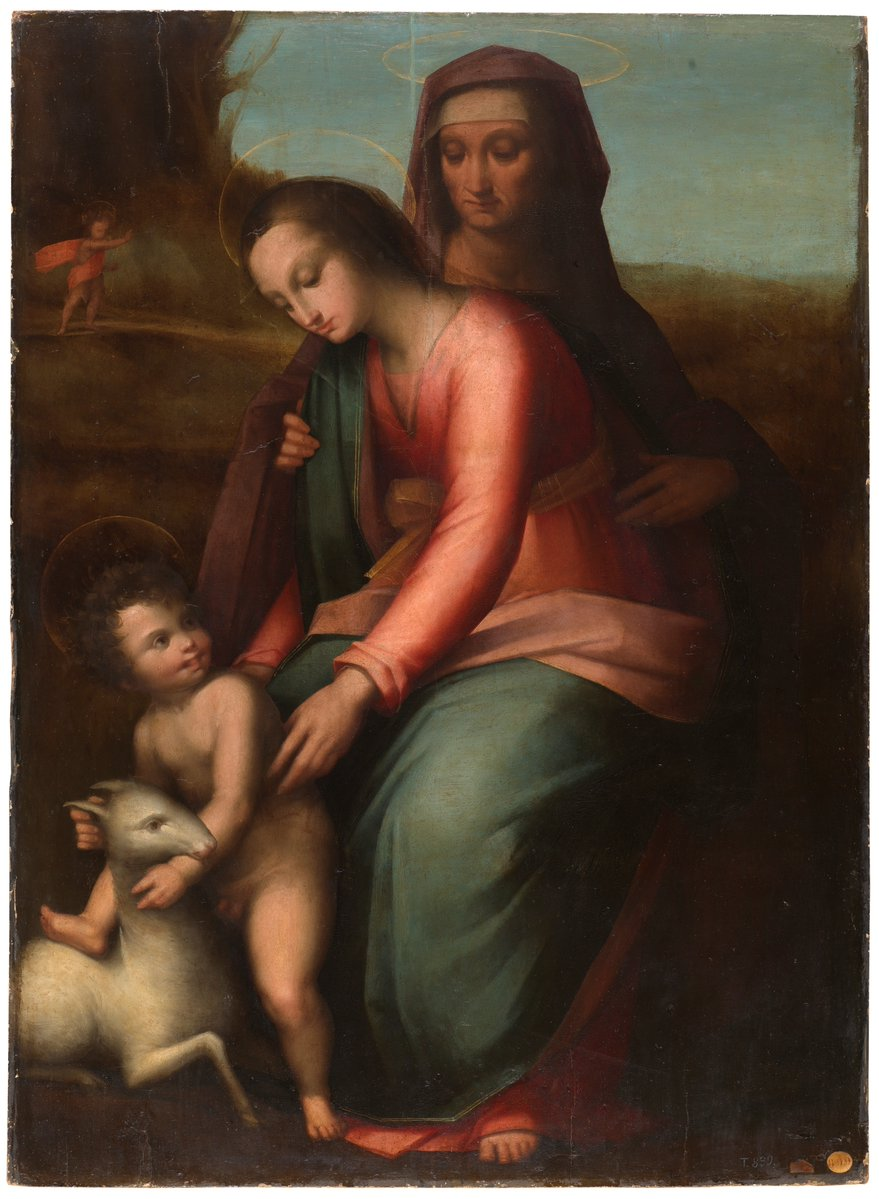
Raffaello Piccinelli (?), Sainte Anne copie du tableau du Kaiser-Friedrich Museum, 1515-1517, Madrid, musée du Prado, no inv. P000505.

Le carton de Fra Pietro ne fait l'objet d'aucune mise en peinture autographe. Néanmoins, les chercheurs — sous l'impulsion de l'historien de l'art autrichien Wilhelm Suida — considèrent que sa composition est bientôt fidèlement reprise dans deux tableaux. Le plus ancien est peint entre 1515 et 1517 par Andrea Piccinelli dit « Il Brescianino » et fut conservé au Kaiser-Friedrich Museum de Berlin de 1829 jusqu'à sa destruction en 1945. Un autre artiste — peut-être son frère Raffaello — en effectue à la même période une copie actuellement conservée au musée du Prado à Madrid. Les historiens de l'art considèrent qu'Andrea Piccinelli a créé son tableau à partir d'un carton inachevé — ce qui correspond à l'état dans lequel Fra Novellara peut l'observer en avril 1501 — car une description du tableau disparu décrit une palette de couleurs ainsi qu'un traitement des visages tout à fait inhabituels chez Léonard de Vinci.

Le succès du motif de l'Enfant chevauchant l'agneau porté sur le Carton de Fra Pietro
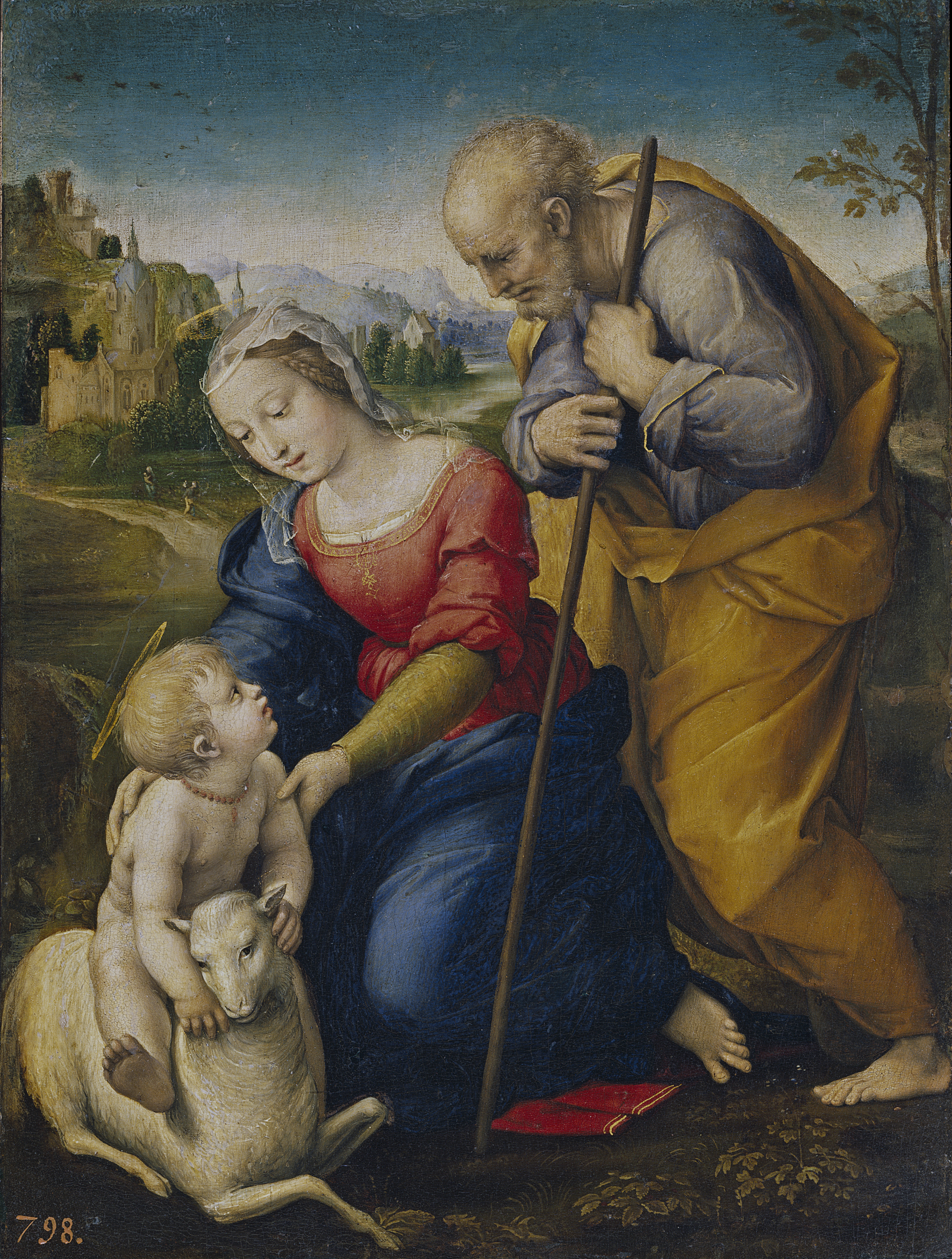
Raphaël, La Sainte Famille à l'agneau, 1507, Madrid, musée du Prado, no inv. P00296.
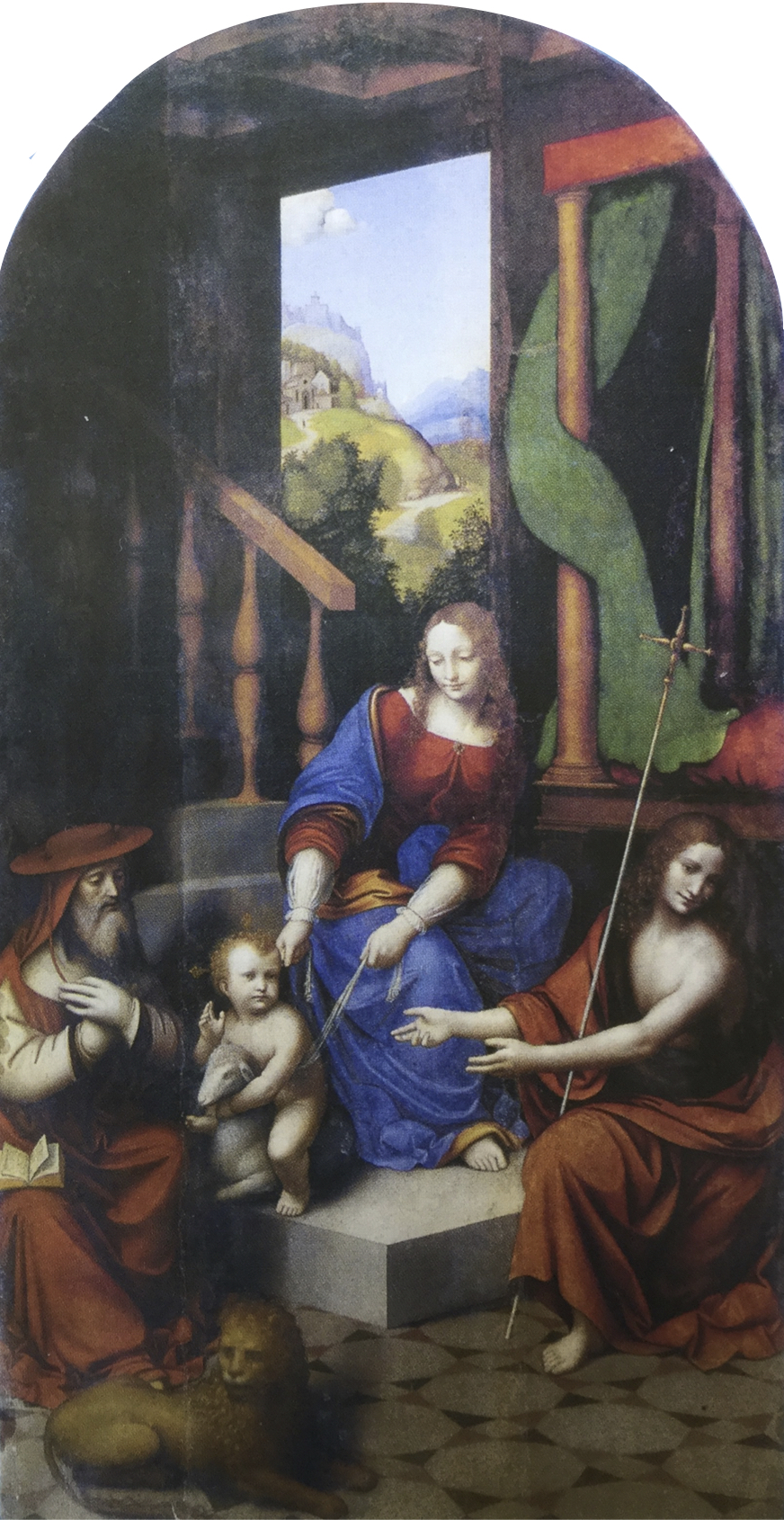
Giampietrino, Vierge à l'Enfant avec les saints Jérôme et Jean-Baptiste, vers 1515, Ospedaletto Lodigiano, église paroissiale.
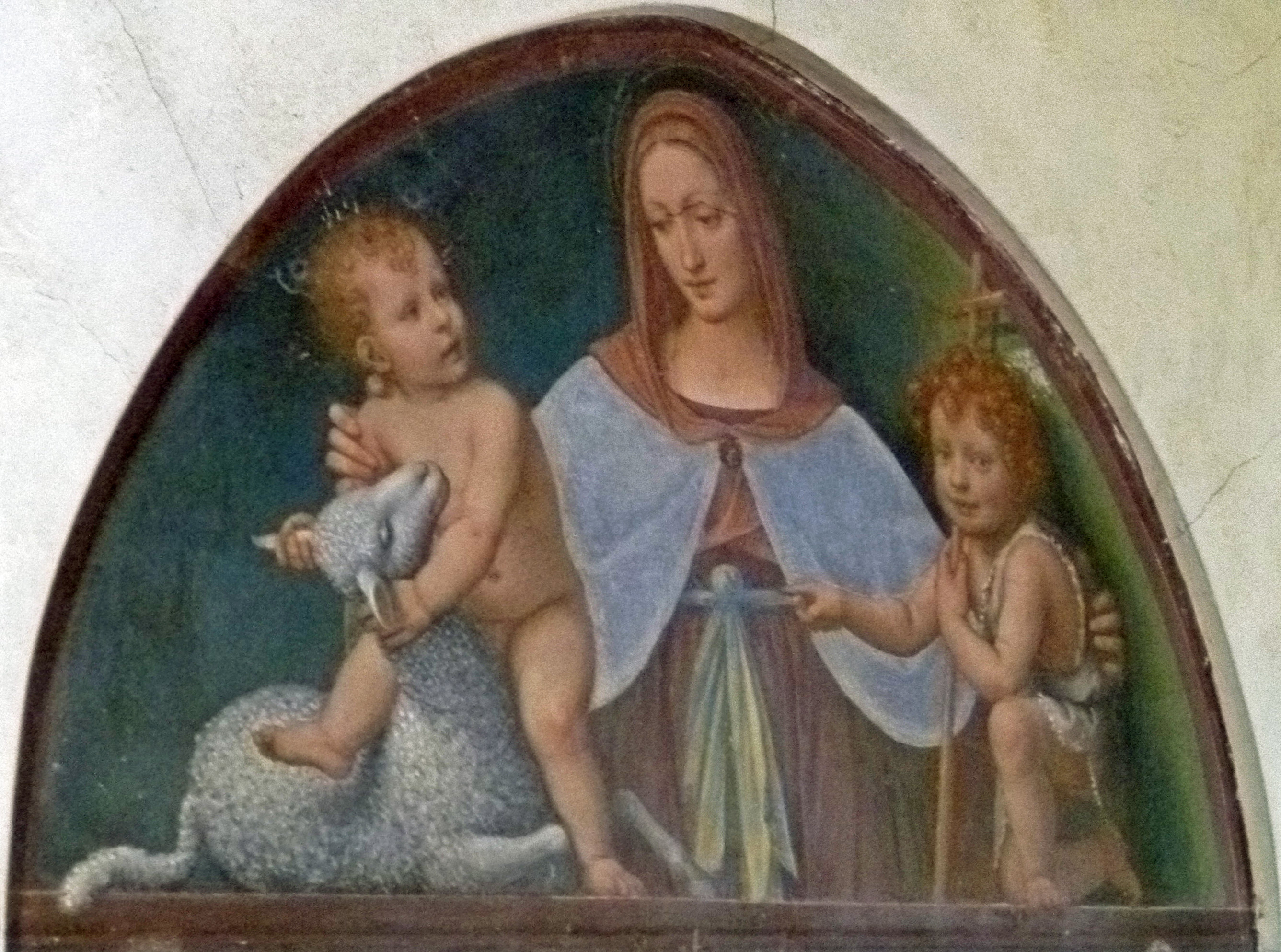
Bernardino Luini, La Vierge avec Jésus et Jean le Baptiste enfants, vers 1529-1532, Suisse, lugano, Église sainte Marie des anges.
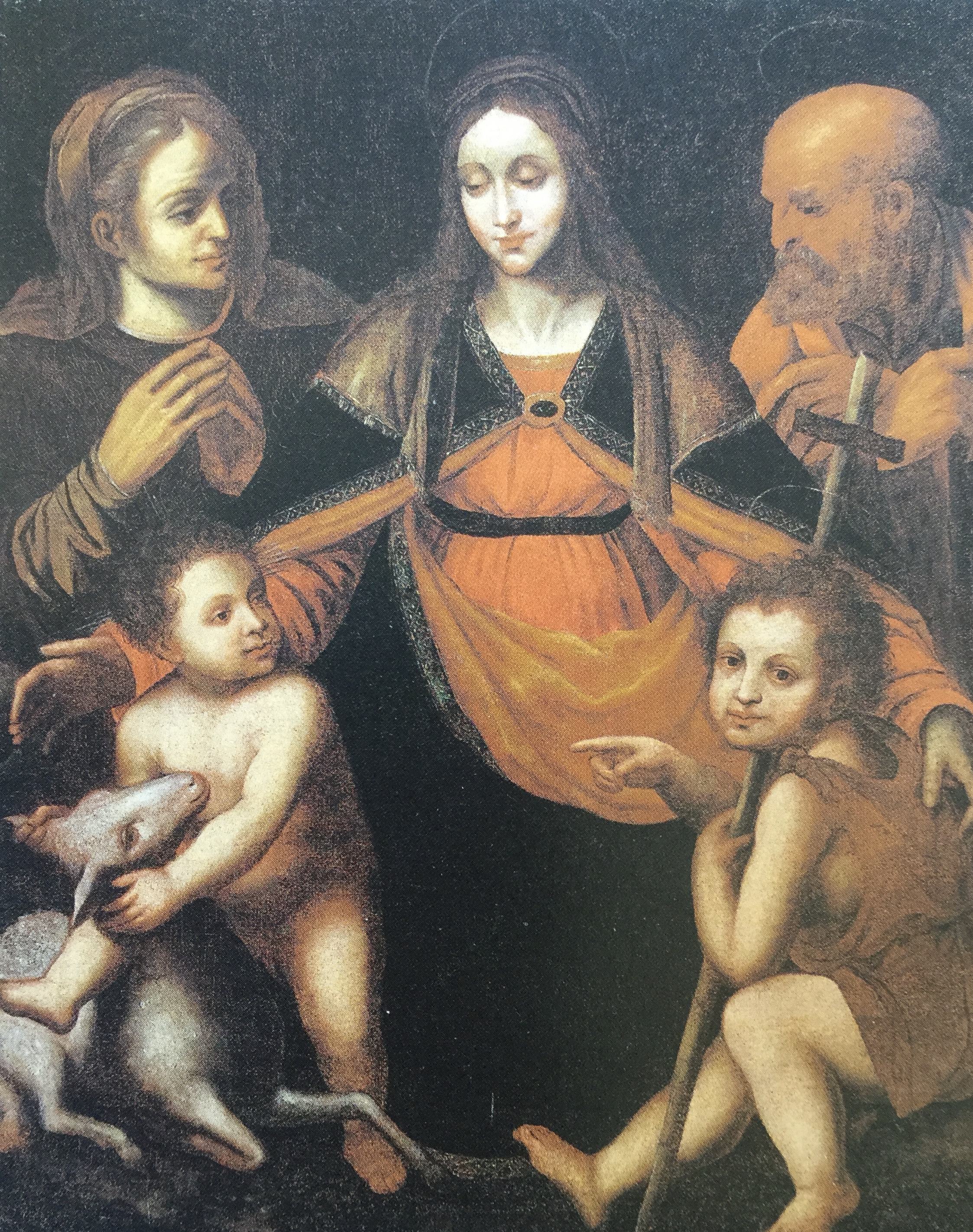
Anonyme d'après Bernardino Luini, Sainte Famille avec saint Jean-Baptiste et sainte Élisabeth, première moitié du XVIe siècle, Copenhague, Bruun Rasmusen Bredgade.
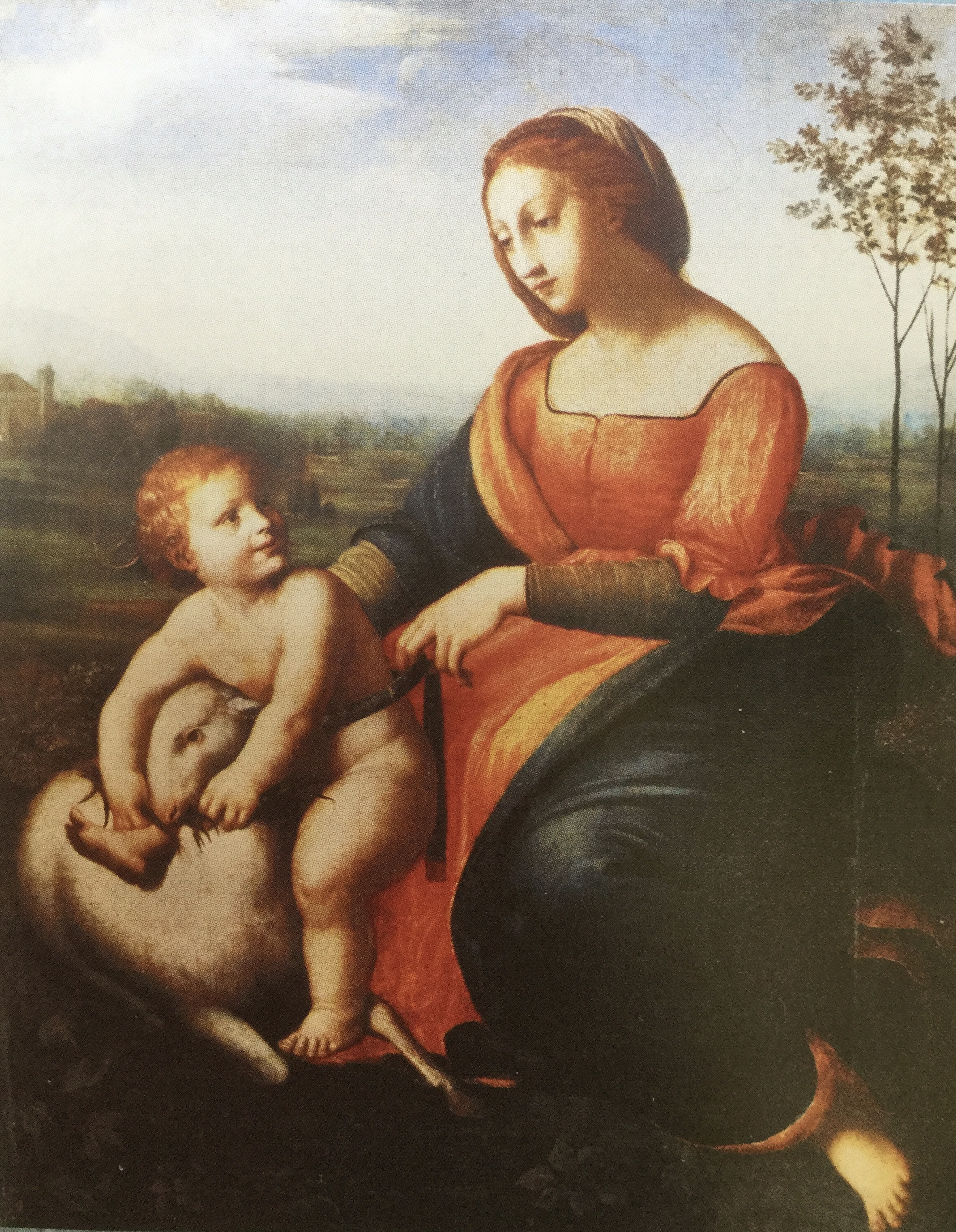
Anonyme florentin, Vierge à l'Enfant, début du XVIe siècle, collection particulière.
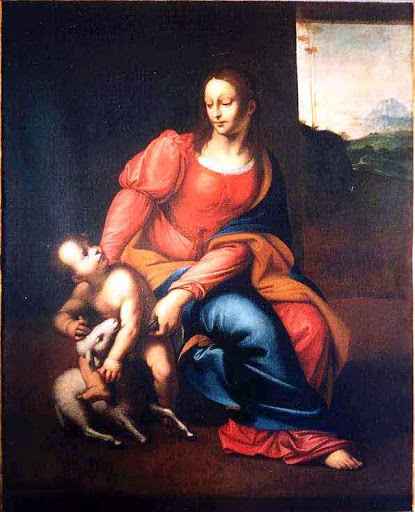
Anonyme lombard, Vierge à l'Enfant, XVIe siècle, Milan, collection Archinto[N 15].

Certes le carton est finalement abandonné par le maître mais il constitue bien un projet d'une utilité primordiale pour aboutir à la sainte Anne du Louvre : ainsi Léonard abandonne définitivement la figure de saint Jean-Baptiste pour l'agneau et résout le problème du positionnement du petit Jésus et de l'agneau, désormais placés aux pieds de Marie. Quant aux positions et poses des deux femmes, elles ne sont qu'une variation de ce qu'on pouvait voir sur le carton. Finalement, l'importance de ce dernier est telle pour le tableau qu'il est possible de considérer qu'il « offre incontestablement la matrice iconologique et formelle de la Sainte Anne du Louvre ».
Les éléments constitutifs du carton font l'objet d'une vraie reconnaissance de la part des suiveurs du grand peintre : ainsi, selon Sarah Taglialagamba, son impact fut « considérable » et donc « bien vite réutilisé par les suiveurs de Léonard ». Ils imitent ainsi volontiers le motif de l'Enfant chevauchant l'agneau, la plupart du temps sous le regard de sa mère. Une de ses premières occurrences remonte à 1507 avec La Sainte Famille à l'agneau de Raphaël : le peintre y reprend la Vierge, l'Enfant et l'agneau, mais sainte Anne est remplacée par saint Joseph. S'il réutilise les trois figures principales du carton, c'est surtout ce motif que Bernardino Luini répète lui aussi dans plusieurs tableaux : La Vierge avec Jésus et Jean le Baptiste enfants, fresque située dans l'église Sainte-Marie-des-Anges à Lugano et datant du premier quart du XVIe siècle ; et un autre dont un suiveur a tiré une Sainte Famille avec sainte Élisabeth. De même, Giampietrino le reprend au moins deux fois en présentant chaque fois Jésus en compagnie de saint Jean-Baptiste.